# Dorothy Metcalf-Lindenburgerová
Dorothy Metcalf-Lindenburgerová (*2. května 1975 v Colorado Springs, stát Colorado) je americká učitelka a kosmonautka. Ve vesmíru byla jednou.

## Život

### Studium a zaměstnání
Absolvovala střední školu Fort Collins High School v Fort Collins (1993), vysokoškolské vzdělání získala na Whitman College v Walla Walla (1997) a Central Washington University v Ellensburgu (1999).
Byla učitelkou přírodních věd na Hudson's Bay High School.
V letech 2004 až 2006 absolvovala výcvik budoucích kosmonautů v Houstonu, poté byla zařazena do tamní jednotky astronautů NASA.
Vdala se, jejím manželem je Jason Lindenburger. Má přezdívku Dottie.

### Lety do vesmíru
Na oběžnou dráhu se v raketoplánu dostala jednou ve funkci letové specialistky, pracovala na orbitální stanici ISS, strávila ve vesmíru 15 dní, 2 hodiny a 47 minut. Byla 513. člověkem ve vesmíru, 53. ženou.
- STS-131, Discovery (5. dubna 2010 – 20. dubna 2010)